# Tulku Lobsang

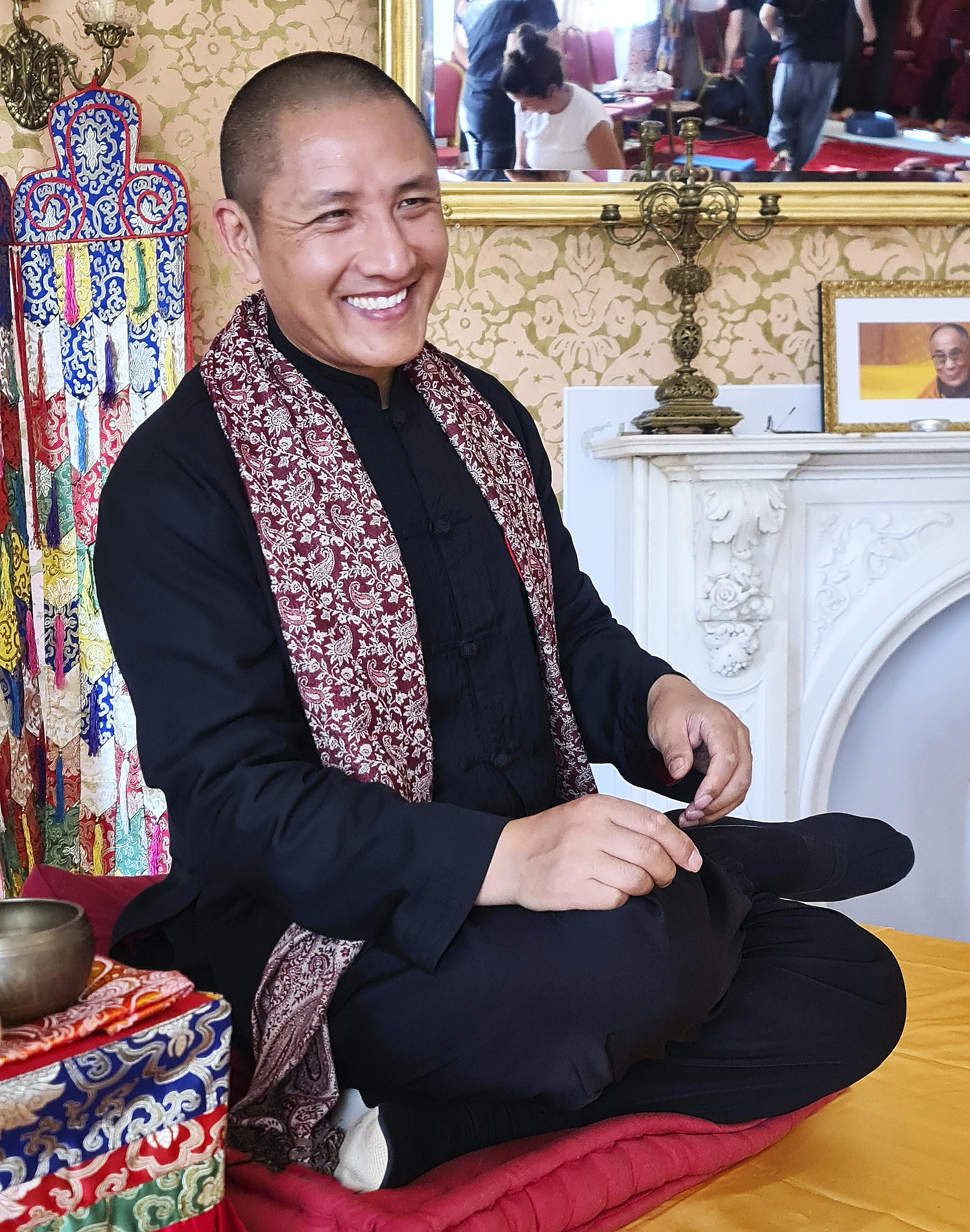
Tulku Lobsang, 2023

Tulku Lobsang, geboren als Lobsang Thamcho Nyima (* 1. Dezember 1975 in der Provinz Amdo in Osttibet) ist ein buddhistischer Meister (Trülku), von dem tibetische Lamas und buddhistische Anhänger annehmen, er sei  reinkarniert. Seine Spezialität sind die Methoden des Vajrayana.

## Ausbildung und Reinkarnation
Im Alter von sechs Jahren besuchte Lobsang die lokale buddhistische Klosterschule. Ab seinem elften Lebensjahr wurde er im Nangshig-Kloster, dem größten Bön-Kloster Tibets, ausgebildet. Dort wurde er als Reinkarnation des Lama Nyentse erkannt und mit dreizehn Jahren als achte Inkarnation von Tulku Nyentse inthronisiert. Damit erhielt er den Namenszusatz Tulku.
Kurz nach seiner Inthronisierung zog Tulku Lobsang zu verschiedenen tibetischen Klöstern, um Sutra, Tantra, Tibetische Medizin und die dort praktizierte Astrologie zu studieren. Da er als Reinkarnation eines verstorbenen Gelug-Meisters (Lama Nyentse) angesehen wurde, erhielt er zusätzlich allgemeine Unterweisungen in allen acht Hauptschulen des tibetischen Buddhismus, insbesondere jedoch aus der Gelug-Tradition. Bis heute praktiziert und lehrt er Techniken aus allen Traditionen. Insgesamt hatte er 35 Hauptlehrer, von denen er Anweisungen, spezifische Ermächtigungen und Einweihungen erhielt.

## Wirken
Als 17-Jähriger verließ er Tibet und wurde 1993 Schüler im buddhistischen Gaden Shartse Kloster in Südindien. Fünf Jahre später zog er nach Dharamsala, um das tibetische Kulturerbe sowohl an Tibeter als auch an westlich geprägte Menschen weiterzugeben. Seit 2000 bereiste er verschiedene Länder, um Unterweisungen und Vorträge in Tibetischer Medizin, Tantrayana, Tummo, den Sechs Yogas des Naropa und Astrologie zu geben. Im März 2002 gründete er ein medizinisches Zentrum in Nordindien. Heute befindet sich der Sitz seines Zentrums Nangten Menlang International in Wien, Österreich, wo sich er auch niedergelassen hat. Hier wird u. a. die tibetische Bewegungslehre Lu Jong gelehrt, eine frühe Form des Yoga.
Tulku Lobsang sei besonders bekannt für seine Tummo-Praxis, schreibt die Religionswissenschaftlerin Julia König. In der Dokumentar-Serie von Morgan Freeman Story of God 2017 im amerikanischen Fernsehkanal von National Geographic führte er öffentlich vor, was Tummo bewirken könne.

## Publikationen
- Lu Jong. Die älteste tibetische Bewegungslehre zur Heilung von Körper und Geist. Übersetzung: Loten Dahortsang, 1. Auflage, O. W. Barth Verlag, Frankfurt (Main) 2003, ISBN 978-3-502-61121-9